# Рууд, Бирк
Бирк Рууд (норв. Birk Ruud; род. 2 апреля 2000, Берум) — норвежский фристайлист (слоупстайл, биг-эйр), Олимпийский чемпион Игр 2022 года в Пекине в биг-эйре, двукратный чемпион мира, трёхкратный призёр чемпионатов мира, двукратный победитель Всемирных экстремальных игр.

## Биография
Международный дебют Рууда состоялся в марте 2015 года на чемпионате мира среди юниоров в Кьезе-ин-Вальмаленко. Там он завоевал бронзовую медаль в слоупстайле. На этапах Кубка мира норвежец дебютировал в январе 2016 года. Через месяц он завоевал золотую медаль в слоупстайле на Зимних юношеских Олимпийских играх 2016 года в Лиллехаммере и занял 20-е место в биг-эйре на X-Games Осло 2016. 
В апреле 2017 года он стал чемпионом Норвегии по слоупстайлу, а в апреле 2018 года — по хафпайпу. В 2018 году победил на экстремальных играх в Осло.  
На чемпионате мира 2019 года в Парк-Сити он стал серебряным призёром в слоупстайле, а на Зимних экстремальных играх 2019 года завоевал золотую медаль в биг-эйре. В следующем сезоне он выиграл общий зачёт Кубка мира в биг-эйре. Через год повторил этот успех.
На Олимпийских играх 2022 года в Пекине завоевал золото в дисциплине биг-эйр. В слоупстайле занял пятое место.